# 고마가네시

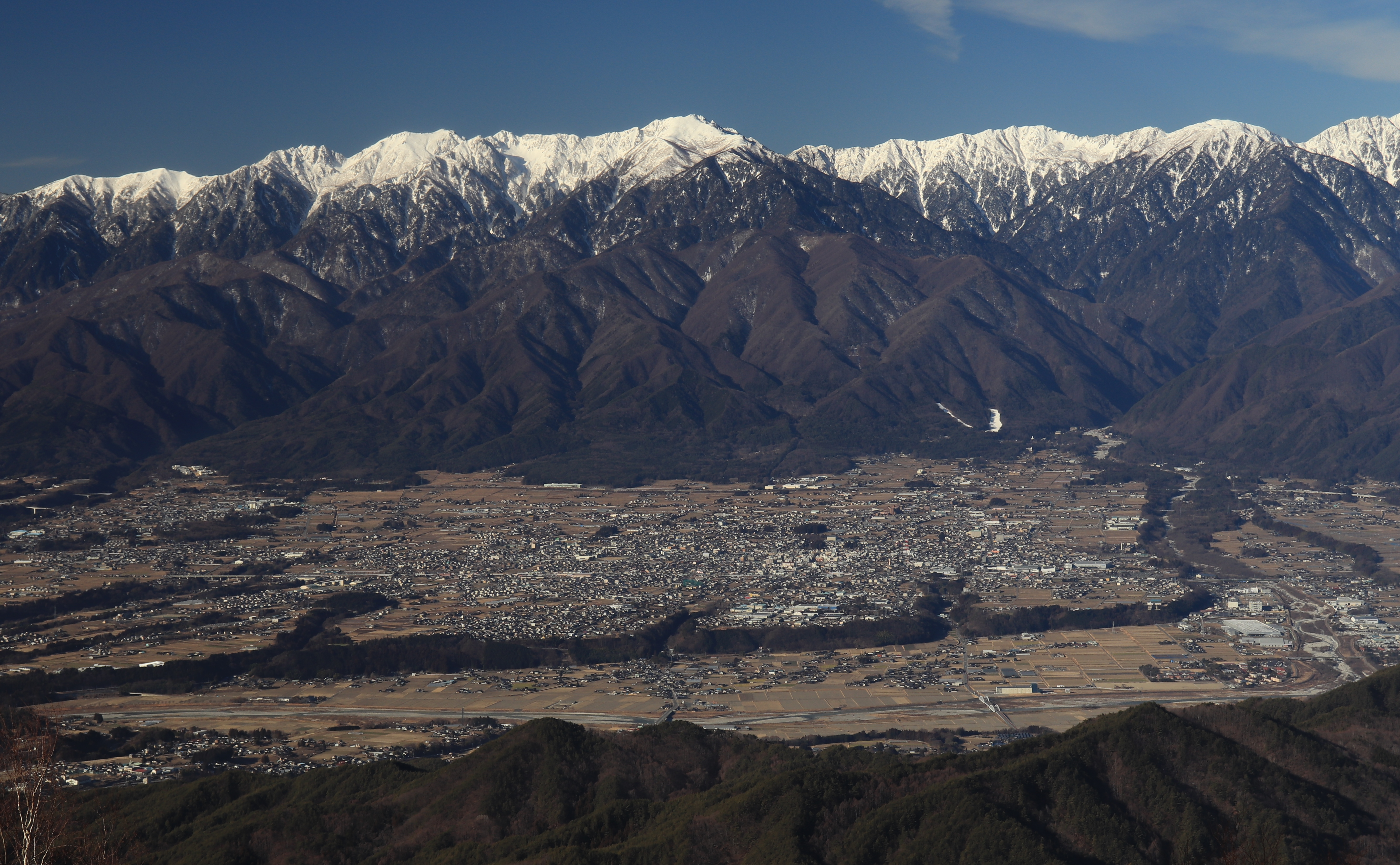
고마가네시

고마가네시(일본어: 駒ヶ根市)는 일본 나가노현 남부(난신 지방)에 있는 도시이다. 이전에는 가미이나군에 속했다.
이나 골짜기의 중앙부, 덴류강의 하안단구상에 위치하는 도시이며 중앙알프스(기소산맥)와 남알프스(아카이시산맥)를 모두 볼 수 있는 곳이다. 벼농사, 전기, 정밀기계 공업이 왕성하다. 한때 "일본에서 살기 좋은 도시" 랭킹에서 1위가 되었던 적이 있고 이후에도 항상 상위에 랭크되고 있다.

## 인접하는 자치체
- 이나시
- 가미이나군 이지마정, 나카가와촌, 미야다촌
- 시모이나군 오시카촌
- 기소군 아게마쓰정, 오쿠와촌

## 역사
- 1875년 1월 23일 - 아코촌, 미야다촌, 나카사와촌, 히가시이나촌이 성립하였다.
- 1898년 6월 17일 - 히가시이나촌이 개칭해 이나촌이 되었다.
- 1940년 4월 17일 - 아코촌이 정으로 승격해 아코정이 되었다.
- 1954년 1월 1일 - 미야다촌이 정으로 승격해 미야다정이 되었다.
- 1954년 7월 1일 - 아코정, 미야다정, 나카사와촌, 이나촌이 합병하여 시로 승격해 고마가네시가 되었다.
- 1956년 9월 30일 - 구 미야다정이 분리 독립해 미야다촌이 되었다.

## 교통

### 철도
- 도카이 여객철도 이다선

### 도로
- 주오 자동차도
- 국도 153호선

## 인구
| 연도 | 인구   | ±%     |
| ---- | ------ | ------ |
| 1960 | 25,579 | —      |
| 1970 | 28,913 | +13.0% |
| 1980 | 31,179 | +7.8%  |
| 1990 | 32,771 | +5.1%  |
| 2000 | 34,338 | +4.8%  |
| 2010 | 33,696 | −1.9%  |